# Bộ Cữu (臼)
Bộ Cữu, bộ thứ 134 có nghĩa là "cối" là 1 trong 29 bộ có 6 nét trong số 214 bộ thủ Khang Hy.
Trong Từ điển Khang Hy có 71 chữ (trong số hơn 40.000) được tìm thấy chứa bộ này.

## Tự hình Bộ Cữu (臼)

Tiểu triện

## Chữ thuộc Bộ Cữu (臼)
| Số nét bổ sung | Chữ                      |
| -------------- | ------------------------ |
| 0              | 臼/cữu/                  |
| 2              | 臽/hãm/ 臾/du/           |
| 3              | 臿/sáp/                  |
| 4              | 舀/du/                   |
| 5              | 舂/thung/                |
| 6              | 舃/tích/ 舄/tích/        |
| 7              | 舅/cữu/ 舆/輿/dư/ 與/dư/ |
| 9              | 興/hưng/                 |
| 11             | 舉/cử/                   |
| 12             | 舊/cựu/                  |
| 13             | 舋/hấn/                  |